# F.C. Académica
O Futebol Clube Académica é uma agremiação timorense sediada Díli, capital do Timor-Leste. É uma das filiais da Associação Académica de Futebol, de Portugal.[carece de fontes?]
Disputa atualmente a divisão principal da Liga Futebol Timor-Leste, no masculino, e da Liga Feto Timor, no feminino, além do campeonato nacional de futsal.

## História
O clube foi fundado em 1967 e ao longo dos anos participou de diversos campeonatos nacionais, transformando-se em um time tradicional no país.[carece de fontes?]
Em 2015, com a criação da nova Liga Futebol, a equipe passou a fazer parte da primeira divisão timorense. No entanto, foi rebaixada na temporada 2019, tendo jogado a Segunda Divisão do campeonato em 2020-21, retornado à elite na edição 2022-23.

## Campeonatos
- Campeonato Timorense de Futebol de 2005-06: 3º lugar
- Campeonato Timorense de Futebol de 2015-16: 4º lugar
- Campeonato Timorense de Futebol de 2017: 5º lugar
- Campeonato Timorense de Futebol de 2018: 6º lugar
- Campeonato Timorense de Futebol de 2019: 7º lugar (R)
- Campeonato Timorense de Futebol - Segunda Divisão de 2020-21: Vice campeão (P)
- Campeonato Timorense de Futebol de 2022-23: 8º lugar